# Bethel (Delaware)
Bethel es un pueblo ubicado en el condado de Sussex en el estado estadounidense de Delaware. En el año 2000 tenía una población de 184 habitantes y una densidad poblacional de 160 personas por km².

## Geografía
Bethel se encuentra ubicado en las coordenadas 38°34′07″N 75°37′13″O / 38.56861, -75.62028.

## Demografía
Según la Oficina del Censo en 2000 los ingresos medios por hogar en la localidad eran de $34,107, y los ingresos medios por familia eran $58,750. Los hombres tenían unos ingresos medios de $33,750 frente a los $21,500 para las mujeres. La renta per cápita para la localidad era de $25,254. Alrededor del 2.5% de la población estaban por debajo del umbral de pobreza.